# Grand Canyon Railway

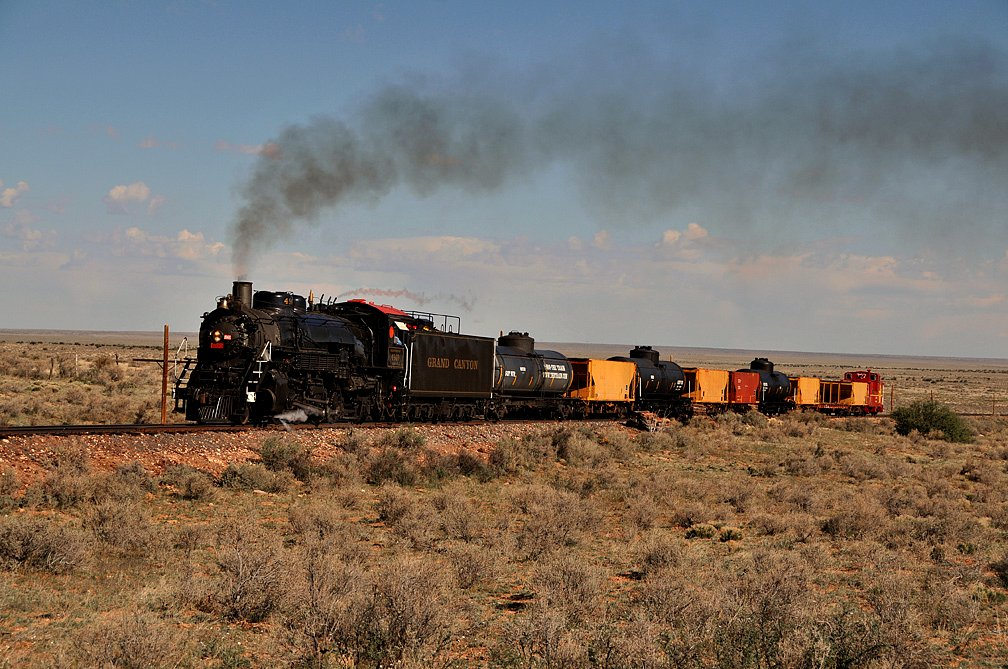
Le Grand Canyon Railway en 2011

Le Grand Canyon Railway (sigle de l'AAR: GCRX) est un chemin de fer de voyageur qui opère entre Williams, Arizona et Grand Canyon National Park South Rim. Il fut créé par le Sante Fe en 1901, et fit partie des chemins de fer américains de classe I. Le Santa Fe cessa l'exploitation de la ligne en 1974. L'aventure reprit en 1989 grâce à de nouveaux investisseurs.

## La période du Santa Fe

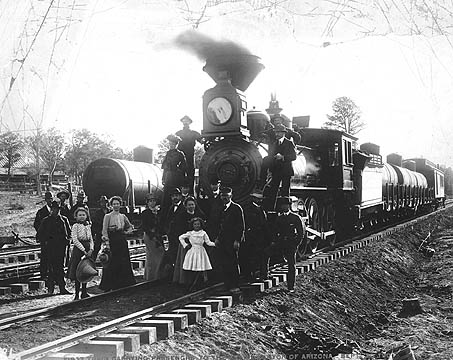
Grand Canyon Railway en septembre 1901

En 1901, l'Atchison, Topeka and Santa Fe Railway acheva son embranchement de 103 km entre Williams et Grand Canyon Village. Le premier train de voyageur circula le 17 septembre 1901. Pour satisfaire ses voyageurs, le Santa Fe dessina et bâtit le El Tovar Hotel, situé à 6 m du canyon. L'hôtel ouvrit ses portes en janvier 1905.
La compétition avec l'automobile força le Santa Fe à cesser l'exploitation du Grand Canyon Railway en juillet 1968, où seuls 3 passagers profitèrent du dernier trajet. Cependant le Santa Fe continua d'utiliser les voies pour le fret jusqu'en 1974. Les voies furent ensuite abandonnées, et beaucoup de constructions adjacentes aux rails furent rasées. 

## La période Max et Thelma Biegert
La famille Biegert originaire du Nebraska fit fortune dans l'épandage aérien. Grâce à leur compagnie Biegert Aviation, fondée en 1947, et à leur flotte de B-17 puis de C-54, ils honoraient un important contrat avec le gouvernement fédéral. 
Après avoir quitté le domaine aéronautique, ils s'installèrent à Phoenix. En 1988, ils rachetèrent la ligne qui fut restaurée. La ligne du Grand Canyon Railway (GCRX) ouvrit le 17 septembre 1989, en commémoration de la date anniversaire d'ouverture de la ligne d'origine. Il circulait entre Williams et Grand Canyon National Park.
En 2006, le GCRX transporta quotidiennement des milliers de voyageurs vers le Canyon, totalisant environ 240 000 personnes.
La compagnie exploitait deux types de trains:
- Le Williams Flyer, composé de voitures climatisées des années 1950, circulait tous les jours entre Williams et Grand Canyon. Sur le trajet du retour, la compagnie ajoutait une ambiance American Old West, avec des bandits voleurs de train[2].
- De novembre à janvier, le Polar Express, constitué de véritables voitures Harriman des années 1920, reliait Williams à 'North Pole', une gare situé à 30 km au nord de la ville. En 2008, ce service hivernal transporta 78 000 passagers.

La traction était confiée à deux locomotives à vapeur et à des diesel EMD F40PH des années 1970.

## La période Xanterra
L'origine de Xanterra remonte à la Fred Harvey Company créée en 1876. Cette compagnie légendaire attachée au Santa Fe proposait des hôtels, des restaurants et des services. 
Le 21 septembre 2006, la compagnie Xanterra Parks and Resorts de Denver, Colorado, reprit le Grand Canyon Railway. Xanterra exploite les hôtels, restaurants et magasins du Grand Canyon National Park, ainsi que d'autres concessions dans plusieurs parcs nationaux du pays. 
La traction à vapeur fut interrompue en septembre 2008. 

## La période Phillip Anschutz

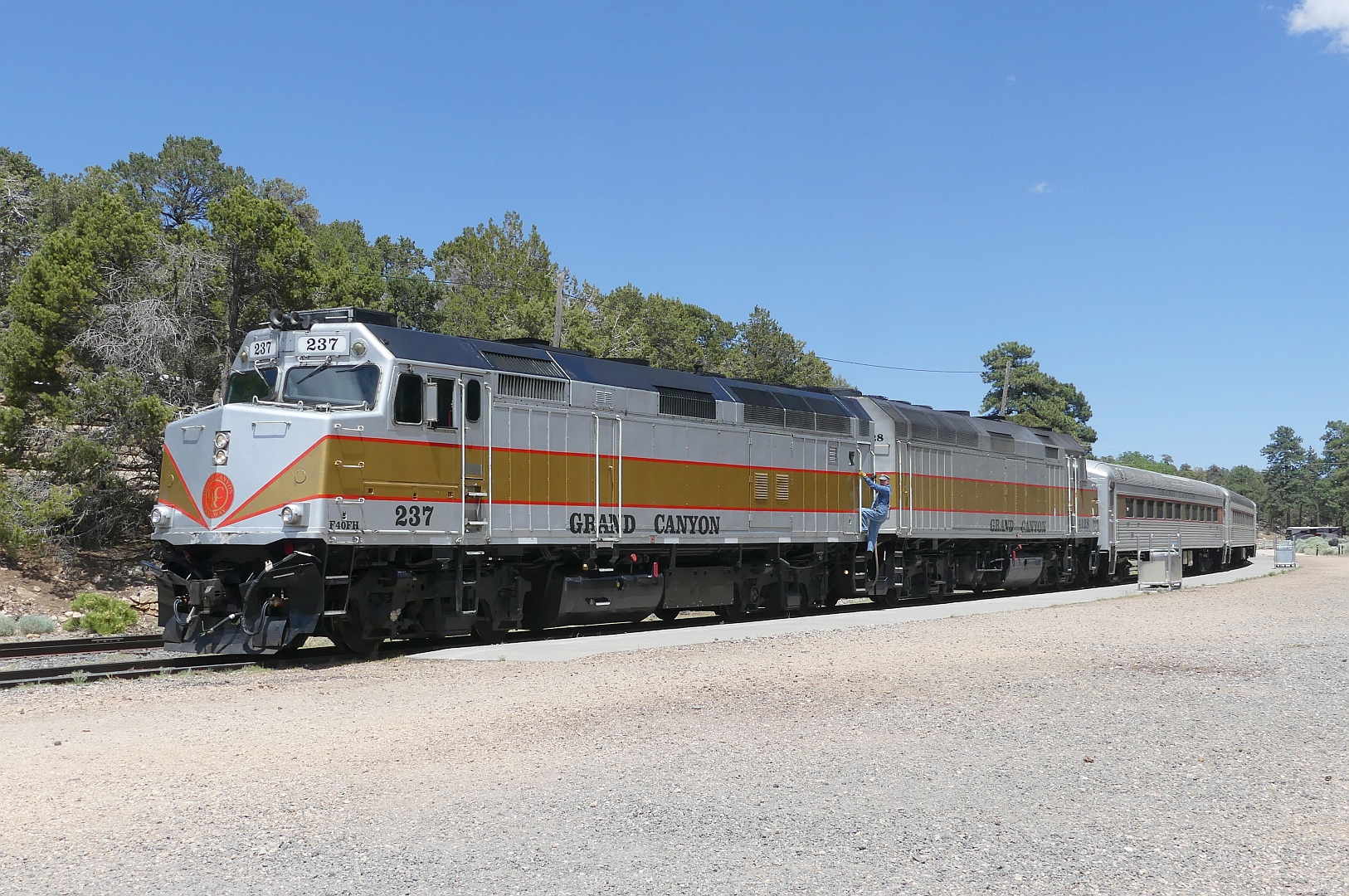
Deux locomotives EMD F40PHR prêtes au départ, en gare de Grand Canyon Village en juin 2022.

Le 25 septembre 2008, Phillip Anschutz racheta Xanterra.
Une excursion avec des locomotives maintenant propulsées par du biodiesel fut effectuée le 19 septembre 2009. D'autres sorties sont prévues en 2010, les 4 et 5 septembre (Labour Day) et le 18 septembre (en commémoration de la première ouverture de la ligne).

## Les sites historiques
Le Grand Canyon Depot (anciennement Santa Fe Railway Station) est inscrit au National Register of Historic Places.

## Traduction
- (en) Cet article est partiellement ou en totalité issu de l’article de Wikipédia en anglais intitulé « Grand Canyon Railway » (voir la liste des auteurs).